# Luke Lamperti
Luke Lamperti (* 31. Dezember 2002 in Sebastopol) ist ein US-amerikanischer Radrennfahrer.

## Sportlicher Werdegang
Bereits in seinem ersten Jahr als Junior machte Lamperti durch einen Etappensieg beim Grand Prix Rüebliland auf sich aufmerksam. Nachdem er 2020 bedingt durch die COVID-19-Pandemie international nicht in Erscheinung trat, ging er 2021 nach Europa und wurde Mitglied im britischen UCI Continental Team Trinity Racing. Bereits im ersten Jahr erzielte er seinen ersten Erfolg auf der UCI Europe Tour, als er die zweite Etappe der Tour d’Eure-et-Loir gewann. In den Vereinigten Staaten wurde er US-Meister im Kriterium und ist damit der bisher jüngste Fahrer, der diesen Titel erringen konnte. In Anschluss kam er im Straßenrennen der U23 bei den Straßen-Weltmeisterschaften als Zehnter ins Ziel, wurde aber nachträglich disqualifiziert, weil er zuvor einen anderen Fahrer zu Sturz gebracht hatte.
2022 folgte eine Etappensieg bei der Tour de Taiwan, in der der Saison 2023 sieben Erfolge unter anderem bei der Volta ao Alentejo, beim Circuit des Ardennes, der Tour of Japan und beim Giro Next Gen, die er alle im Sprint für sich entschied. Zudem gewann er die US-Meisterschaften im Kriterium zum dritten Mal in Folge.
Zur Saison 2024 erhielt Lamperti einen Vertrag beim UCI WorldTeam Soudal Quick-Step und ging mit dem Giro d’Italia erstmals bei einer Grand Tour an den Start. Seinen ersten Sieg als Radprofi erzielte er mit dem Gewinn der ersten Etappe der Czech Tour 2024. Sein bestes Rundfahrtergebnis fuhr er mit dem vierten Gesamtrang bei der Deutschland Tour 2024 ein.

## Erfolge
2019
- eine Etappe Grand Prix Rüebliland
- Bergwertung Tour de l’Abitibi

2021
- eine Etappe Tour d’Eure-et-Loir
- US-Meister – Kriterium

2022
- eine Etappe und Punktewertung Tour de Taiwan
- US-Meister – Kriterium

2023
- eine Etappe Volta ao Alentejo
- eine Etappe Circuit des Ardennes
- Rutland-Melton International CiCLE Classic
- eine Etappe und Punktewertung Tour de Bretagne Cycliste
- zwei Etappen Tour of Japan
- eine Etappe Giro Next Gen
- US-Meister – Kriterium

2024
- eine Etappe Czech Tour

2025
- eine Etappe Czech Tour

## Grand Tour-Platzierungen
| Grand Tour            | 2024 |
| --------------------- | ---- |
| Giro d’ItaliaGiro     | 117  |
| Tour de FranceTour    | –    |
| Vuelta a EspañaVuelta | –    |